# God Among Insects
God Among Insects est un groupe suédois de death metal, originaire de Stockholm. Il est jusqu'au bout composé de Emperor Magus Caligula au chant, de Lord K Philipson aux guitares, de Tobben Gustafsson à la batterie et, enfin, de Tomas Elofsson à la basse. La formation officie dans un death metal extrêmement brutal aux consonances suédoises mais également, américaines. Le groupe est distribué par le label Threeman Recordings jusqu'en 2007, date de sa séparation.

## Biographie
God Among Insects est formé en 2004 à Stockholm. Au début de 2004, le guitariste Lord K annonce que God Among Insects commencera les enregistrements de son premier album, World Wide Death, le 20 mars aux Abyss Studios, avec l'ingénieur-son Tommy Tägtgren. Il annonce aussi sa publication au label Threeman Recordings. En mars 2004, le groupe révèle la couverture et la liste des chansons de l'album. Le groupe est également prévu au festival 2000 Decibel en mai. En avril 2004, le groupe annonce l'album en phase de mastering. En août 2004, le groupe annonce quelques dates de tournée avant la sortie de leur premier album le 6 septembre en Europe par Plastic Head Distribution, et le 7 septembre aux États-Unis, au Canada et au Mexique par Candlelight Records. 
Après sa sortie l'album est bien accueilli par la presse spécialisée,,. Néanmoins, selon Threeman Records, World Wide Death est censuré à sa sortie en Allemagne. « Le gouvernement allemand pense que le public n'appréciera pas la couverture, et n'autorisera sa publication qu'après édition de celle-ci. » Le groupe poste deux singles issus de l'album, dont A Gush of Blood sur leur page Myspace. 
Dès janvier 2005, le groupe annonce qu'un deuxième album est en cours d'écriture. Cette même année, ils annoncent l'album pour 2006, mais également une probable censure de la couverture en Allemagne, comme pour leur premier opus. Le groupe annonce sa séparation définitive le 17 octobre 2007. Son dernier concert se déroule au House of Metal Festival en 2008. 

## Membres
- Tomas Elofsson - basse (2004-2008)[1]
- Tobias « Tobben » Gustafsson - batterie (2004-2008)[1]
- Lord K. Philipson - guitare (2004-2008)[1]
- Emperor Magus Caligula - chant (2004-2008)[1]

## Discographie
- 2004 : World Wide Death
- 2006 : Zombienomicon